# Re-Entry
Albums de Marley Marl
Hip Hop Dictionary
(2000) West End Mixtape Sessions, Vol. 1
(2005)
Re-Entry est le quatrième album studio de Marley Marl, sorti le 2 novembre 2001 sur le label britannique Barely Breaking Even.
Le titre Do U Remember de cet album a été utilisé par le réalisateur Arnaud Desplechin comme support de la scène de break dance interprétée par Mathieu Amalric dans le film Rois et Reine en 2004.

## Liste des titres
| No  | Titre                                                                      | Contient un (des) sample(s) de                                                                                       | Durée |
| --- | -------------------------------------------------------------------------- | --- | ----- |
| 1.  | Intro                                                                      | | 0:59  |
| 2.  | Can U Remember                                                             | | 1:18  |
| 3.  | Three's Company (featuring Big Daddy Kane)                                 | | 4:20  |
| 4.  | Spazz (featuring Easy Mo Bee et Solo)                                      | Take Me to the Mardi Gras de Bob James                                                                               | 4:28  |
| 5.  | Just Funky                                                                 | | 4:13  |
| 6.  | Who's Sicker (featuring The Hemmingways)                                   | | 3:55  |
| 7.  | Lost Beat                                                                  | | 3:45  |
| 8.  | Easy Type Shit (featuring Seven Shawn)                                     | | 5:25  |
| 9.  | Live Ova Beats                                                             | | 2:10  |
| 10. | Foundation Symphony (featuring Larry 0, Seven Shawn, J. Wells et Miss Man) | Cramp Your Style de All the People ; The Symphony de Marley Marl et Big Daddy Kane ; Shook Ones Part II de Mobb Deep | 3:29  |
| 11. | So Good (featuring J. Wells et Edwin Birdsong)                             | | 3:14  |
| 12. | Hummin' (featuring Roy Ayers et Edwin Birdsong)                            | | 5:08  |
| 13. | Big Faces                                                                  | | 2:43  |
| 14. | What Ruling Means (featuring Kev Brown et Grap Luva)                       | | 4:45  |
| 15. | What U Hold Down (featuring Troy S.L.U.G.S. et Capone)                     | | 3:53  |
| 16. | NY, NY                                                                     | | 2:25  |